# Томпсон, Льюэллин
Льюэллин Э. «Томми» Томпсон-младший (24 августа 1904 года — 6 февраля 1972) — американский дипломат. Служил на Шри-Ланке, в Австрии, и, в течение длительного периода, в Советском Союзе, где его пребывание в должности пришлось на некоторые из наиболее значительных событий холодной войны. Он был ключевым советником президента Джона Ф. Кеннеди во время Кубинского ракетного кризиса.

## Ранний период жизни
Томпсон родился в Лас-Анимасе, штат Колорадо, в семье владельца ранчо. Он изучал экономику в Колорадском университете.

## Дипломатическая карьера
В 1928 году Томпсон поступил на дипломатическую службу. Он был первым представителем США в Международной организации труда Лиги Наций. С 1941 года служил вторым секретарем посольства США в Советском Союзе. Оставался в Москве с небольшой группой сотрудников после того, как немецкое вторжение в Советский Союз вынудило посольство США эвакуироваться в Куйбышев (октябрь 1941 года). Был членом делегации США на Берлинской (Потсдамской) конференции (1945), а также на Сан-Францисской конференции (1945), участвовал в выработке доктрины Трумэна.
С 1952 по 1957 год Томпсон был сначала Верховным комиссаром, а затем послом США в Австрии. Там он вел переговоры об урегулировании статуса свободной территории Триест между Югославией и Италией. В 1955 году он представлял Соединенные Штаты на завершающих переговорах по австрийскому государственному устройству, после которых Австрия восстановила свой суверенитет.

## Посол США в СССР
Томпсон служил послом в Советском Союзе с 1957 по 1962 год и снова с 1967 по 1969 год. В свой первый срок там он установил уникальные взаимоотношения с Никитой Хрущёвым, которые способствовали урегулированию Берлинского кризиса. Настойчиво предлагал пригласить Хрущева в США, считая такую поездку путем к установлению более тесных взаимоотношений между руководителями обеих стран. Стал первым американцем, выступившим по советскому телевидению.
Злополучный высотный полет шпионского самолета U-2, пилотируемого Гэри Пауэрсом, пришелся на время его пребывания в должности, как и Американская выставка в Москве, и знаменитые «кухонные дебаты» Хрущева с Ричардом Никсоном. Он участвовал в нескольких встречах в верхах: в саммите в Кэмп-Дэвиде между Дуайтом Эйзенхауэром и Хрущевым, а также в Парижской встрече на высшем уровне (1960) и в Венской встрече (1961) между Дж. Ф. Кеннеди и Хрущевым.
Во время Карибского кризиса Томпсон работал в Исполнительном комитете Совета национальной безопасности Кеннеди (англ. EXCOMM (Executive Committee of the National Security Council)), когда США получили два послания от советского лидера Никиты Хрущева, одно весьма примирительное, а другое — гораздо более "ястребиное". Томпсон порекомендовал Кеннеди отреагировать на первое сообщение и сказал, что второе, вероятно, было написано при участии Политбюро. Томпсон полагал, что Хрущев будет готов вывести советские ракеты, если сможет представить предотвращение вторжения США на Кубу как свой стратегический успех.
Томпсон также давал показания в Комиссии Уоррена, которая расследовала убийство президента Кеннеди.
В годы своего второго пребывания в качестве американского посла в Москве не имел возможности личного общения с советскими лидерами, недовольными эскалацией участия США в войне во Вьетнаме.
В ходе своей дипломатической службы Томпсон занимал также ряд других должностей, в том числе — посла по особым поручениям по советским делам и помощника заместителя государственного секретаря по политическим вопросам. Во время своего второго срока в Москве при президенте Линдоне Джонсоне он присутствовал на конференции на высшем уровне в Глассборо между Джонсоном и Алексеем Косыгиным. Томпсон был ключевым участником разработки политики администрации Джонсона в сфере нераспространения ядерного оружия и сыграл важную роль в начале процесса переговоров по ограничению стратегических вооружений. После выхода на пенсию был приглашён президентом Ричардом Никсоном для участия в переговорах по ОСВ-1.

## Семья
Супруга Томпсона, художница Джейн Монро Гуле, по программе Государственного департамента США «Искусство в посольствах» привезла ряд произведений искусства в московскую резиденцию Спасо-Хаус. В коллекции были представлены оригинальные работы американских художников, которые выставлялись в доступных местах резиденций послов по всему миру.
Дочери написали биографию Л. Томпсона, опубликованную в марте 2018 года издательством Университета Джонса Хопкинса: «The Kremlinologist: Llewellyn E Thompson, America’s Man in Cold War Moscow».

## Кончина и наследие
Томпсон скончался от рака в 1972 году и похоронен в своем родном городе Лас-Анимас.
Участок федерального шоссе № 50 (U.S. Route 50), проходящего через Лас-Анимас, был переименован в бульвар Томпсона (англ. Thompson Boulevard).